# Hannibál (hadvezér)

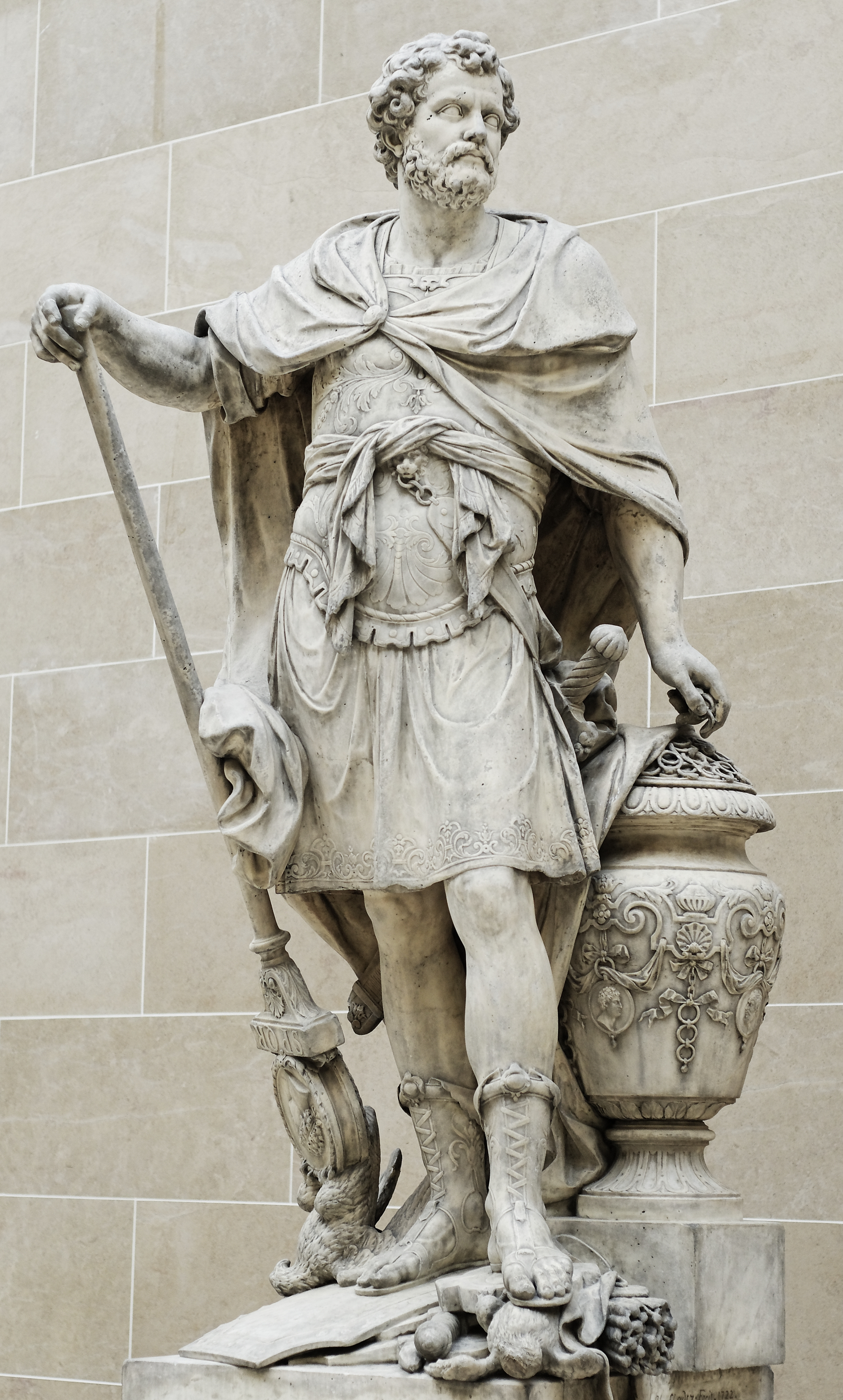
Hannibál a cannaei csatában elesett római lovagok gyűrűit számlálja – Sébastien Slodtz (1655–1726) szobra, a Tuileriákban

Hannibál Barkasz (latinosan: Hannibal Barcas) (föníciai nyelven: Ḥníbˁl Brq, héber Ḥnébˁl, „Baál jó isten”; Karthágó, Kr. e. 247. – Libüssza, Bithünia, Kr. e. 183) karthágói politikus, hadvezér, Hamilkar Barkasz fia. Leginkább a II. pun háború során véghezvitt haditetteiről ismert. Az ókor és minden idők egyik legnagyobb stratégájának tartják.

## A második pun háború előtt

### Hispániai hadjárat
Ősi, karthágói katonacsalád fiaként született. Apja, Hamilkar Barkasz maga is kiváló hadvezér volt, harcolt az első pun háborúban is. Gyűlölte a rómaiakat, és fiát is ebben a szellemben nevelte. Az első pun háború után Hamilkar hadjáratot indított az ibériai törzsek leigázására, és hogy elfoglalja Hispániát. Vele tartott fia, Hannibal is, aki a lovasság parancsnokaként vett részt a harcokban. Egy sikertelen ostromot követően Hamilkar meghalt.
Ezután Hannibál sógora, Hasdrubal, az igazságos lett a hadsereg vezére és Hannibál gyámja is. Hasdrubal igyekezett megszilárdítani Karthágó hispániai hatalmát, de inkább diplomáciai eszközökkel. Megállapodást kötött Rómával, miszerint „karthagói fegyverek nem lépik át az Iberusz folyót”.
Hasdrubal Kr. e. 221-es meggyilkolása után Hannibal került a hadsereg élére. A katonák szívesen fogadták őt mint Hamilkar utódját, és Karthágó vezetése is támogatta. Két éven keresztül folytatta a hispániai hadjáratot.

### Saguntum ostroma
Kr. e. 219-ben Hannibál összeütközésbe került a római fennhatóság alatt lévő Saguntum városával, mivel az a Hannibállal szövetséges népekkel viselt háborút, és végzett ki foglyokat. Róma ugyan figyelmeztette Karthágót, hogy ne merje megtámadni Saguntumot, de a Hannibált és családját támogató, igen erős Barkasz-párt nyomására Karthágó nem akadályozta meg a város ostromát.
Saguntum elfoglalása nyolc hónapot vett igénybe, de végül is sikerrel járt. Karthágó ezzel uralma alá hajtotta az Iberusztól délre fekvő területeket is, felrúgva ezzel a Hasdrubal által kötött paktumot. Ezek után Róma hivatalosan is hadat üzent Karthágónak.

## A második pun háború (Kr. e. 218–201)

### Hannibal útja Itáliába

Hannibal átkel az Alpokon

Hannibal a hadüzenet hírére szinte azonnal megindult Itália felé, méghozzá nem hajón, ahogy az várható lett volna, hanem szárazföldön: a Pireneusokon majd az Alpokon át. Szerencséjére a Hispánia és Karthágó ellen küldendő két római hadsereg nem tudott idejében elindulni, mert lekötötte őket – pontosabban az egyiket, Publius Cornelius Scipio Aemilianus Africanus konzul hadseregét – az észak-itáliai gall törzsek elleni háború.
Hadserege karthágói harcosokból, numídiai lovasokból, Baleár-szigeteki parittyásokból, gall és ibér zsoldosokból, valamint harci elefántokból állt. A környéken élő népeket lefizette vagy megfélemlítette. Az újonnan szerzett régiók felügyeletére 11 000 katonát hagyott hátra, és a Pireneusoknál újabb 11 000 elégedetlenkedő hispán harcost bocsátott el. 40 000 gyalogossal és 12 000 lovassal vonult be Galliába.
Scipio hadserege eközben befejezte a háborút, és Hannibal ellen vonult. Mire megérkezett, a karthágói hadsereg már észak felé vonult a Rhône folyó mentén. A rómaiak azt várták, hogy Hannibál megfordul, mivel meg voltak győződve arról, hogy nem mer átkelni az Alpokon.
A karthágói hadvezér azonban pontosan ezt tette, és i. e. 218 őszén elindult az Alpokon át. Az átkelés igencsak megviselte a sereget, főleg a harci elefántokat. Az emberek és állatok sem a sziklás, hegyes-völgyes terephez, sem a szokatlanul hideg időjáráshoz nem voltak hozzászokva. Sokan megfagytak vagy szakadékba zuhantak. Mire végre átkelt a hegyláncon, 37 harci elefántjából mindössze kettő maradt életben.

### Trebiai csata

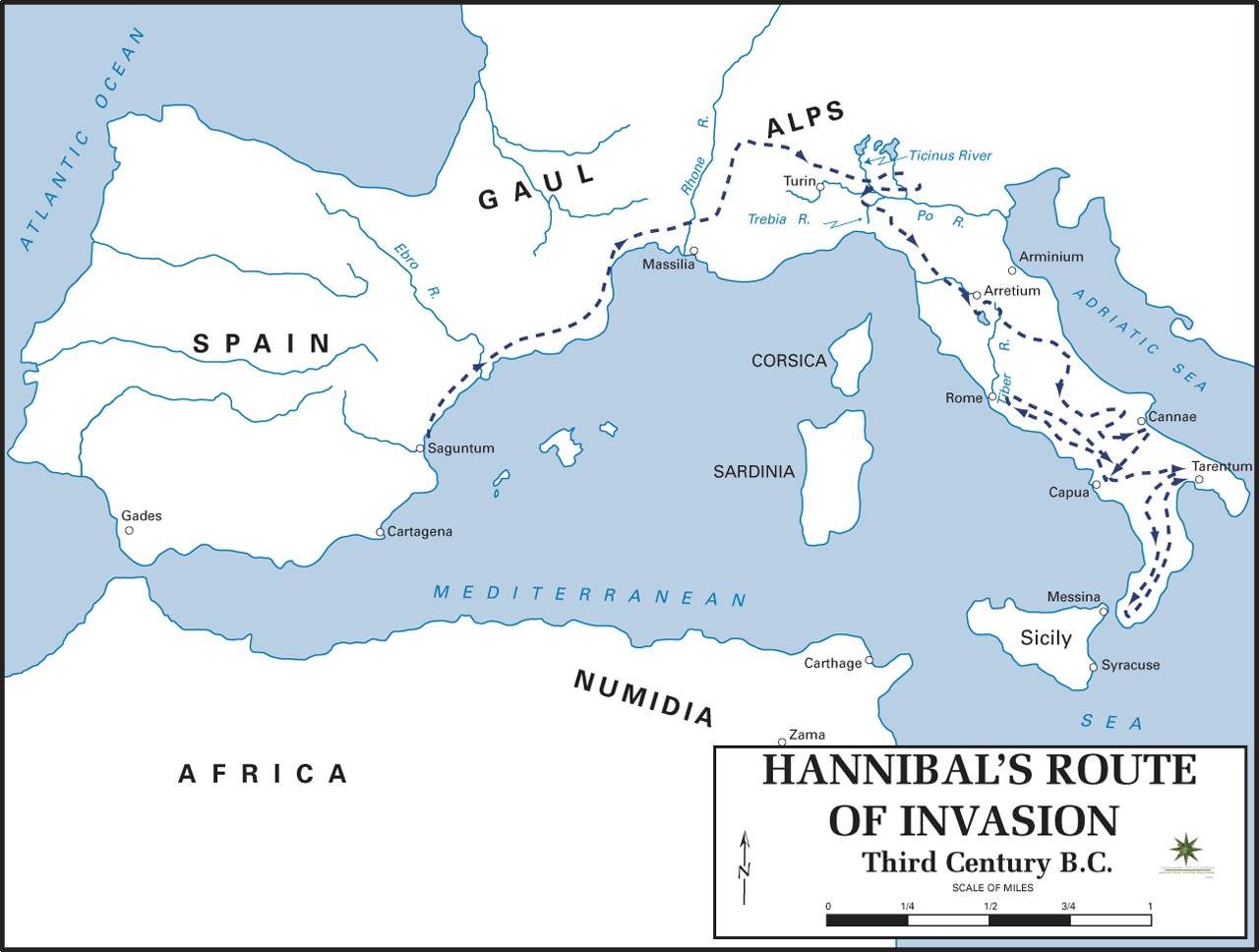
Hannibal hadjárata

Hannibál megtizedelt seregével betört Észak-Itáliába, a Pó-síkságra. Itt egy kis időre megpihent, hogy rendezze sorait. Eközben visszatért Itáliába Scipio konzul is, aki a Ticinus folyó mellett csatára hívta a pun hadvezért. Hannibál képzett lovasságát jól kihasználva, legyőzte a rómaiakat. E győzelem hatására a környéken élő, nemrég leigázott gall népek, de még Scipio gall katonái is sorra átálltak Hannibálhoz, akinek serege hamarosan elérte régebbi létszámát.
A római szenátus a Ticinusnál esett csorbát kiköszörülendő egy Hannibáléval közel azonos létszámú sereget küldött a Trebia folyóhoz, hogy ütközzön meg a támadókkal. A sereget a másik konzul, Tiberius Sempronius Longus vezette. A karthágóiaknak ezúttal a hideg időjárás és a római csapatok rossz utánpótlása kedvezett. 10 000 legionárius elesett, vagy vízbe fulladt, a konzul csapatai kénytelenek voltak megadni magukat. Másik tízezer ember a Placentiában állomásozó Scipióhoz menekült, aki még aznap éjjel elhagyta a várost.
A hideg időjárás nem csak a rómaiakra hatott kedvezőtlenül. Hannibal afrikai zsoldosai közül sokan nem bírták ki a viszontagságos időt, csakhogy a hadsereg nagyobb része már a gall törzsekből állt, melyek a trebiai csata után mind átálltak a karthágóiakhoz.
Hannibálnak és tisztjeinek taktikát kellett váltaniuk európai területen. Mivel a gallok alkották a sereg zömét, akiknek felfegyverzését is gyakorta rómaiaktól zsákmányolt fegyverekkel oldották meg, ezért Hannibál nem próbálkozott azzal, hogy a gallokat karthágói harcmodor szerint képezze ki. Római fegyverekkel felszerelve, a gallokat római hadviselés alapján készítették fel az ütközetekre, karthágói harcmodor szerint csak a még élő afrikai és ibériai harcosok küzdöttek.

### Trasimenusi csata
Hannibal új haditerve az volt, hogy átkel az Appennineken, és betör Etruriába. I. e. 217 tavaszán meg is valósította elképzelését, azonban nem a Via Flaminián át, hanem az arnusi mocsaras területeken. A mocsáron való átkelés kedvezőtlenül hatott hadseregére. Ismét sok ember és állat pusztult el, köztük az utolsó harci elefántjuk is.
Kiérve a mocsárból, Hannibal seregére, szinte azonnal rátámadt az új konzul Caius Flaminius serege. Azonban Hannibalnak sikerült csapdát állítania a rómaiaknak a Trasimenus-tó mellett. A konzul 25 000 fős hadseregéből 15 000 ember elesett, a többiek fogságba kerültek.

### A trasimenusi csata után
A trasimenusi vereség mélyen megrázta a rómaiakat. Hannibal ekkor már valós fenyegetést jelentett számukra. Félő volt, hogy megostromolja, vagy akár be is veszi Róma városát, és maga mellé állítja a Róma által uralt népeket, ami bizonyosan a köztársaság végét jelentette volna. Mindezek megakadályozására a római szenátus kinevezte a korábban öt alkalommal konzulnak megválasztott Quintus Fabius Maximust diktátornak.
Fabius hat újabb légióval indult Hannibal ellen, azonban rendre kitért a nyílt összecsapások elől. Ehelyett elvágta Hannibal utánpótlási vonalait, és folyamatosan ellenőrzése alatt tartotta, sőt korlátozta Hannibal csapatainak mozgását. Taktikája merőben újszerű volt. Sokan nem értették meg, és gyávasággal vádolták. Hannibal, akinek jó értesülései voltak a római helyzetről, ki is használta a diktátorral szembeni ellenszenvet. Katonáinak megtiltotta, hogy Fabius birtokaiban kárt tegyenek, ellenben a többi római patricius villáit és földjeit felégették és kifosztották.

### A cannaei csata

Cannaei csata

Fél év múltán, miután lejárt diktátori hivatala, Fabiust félreállították, és két újabb konzult választottak meg. Ők voltak Lucius Aemilius Paullus és Caius Terentius Varro. Ezenkívül rendelkezésükre bocsátottak egy hatalmas, 86-88 ezer főt számláló hadsereget, amely a legnagyobb itáliai földön harcoló hadsereg volt Róma történetében. A gigászi hadsereg felállítása négy hetet vett igénybe. Ezalatt Hannibal az apuliai síkságon, az Aufidus folyó torkolatánál, Cannaeban készítette fel egységeit az ütközetre.
I. e. 216 augusztus 2-án megkezdődött a csata. Az első fázisban a római és szövetséges lovasság csapott össze a karthagói és numida lovassággal. A római lovasság rövid harc után elhagyta a csatateret. A második fázisban a rómaiak a szokásostól (manipulus) eltérően, bízva erőfölényükben, egyetlen hatalmas tömbben (phalanx) támadtak a karthágóiakra. Hannibal egységeit félhold alakban rendezte el. Középen a gyengébb egységeket hagyta, a szárnyakon pedig az erős pun nehézgyalogságot. A római phalanx könnyen nyomta be a Hannibál vezette gyenge gall középhadat, a győzelem érzetét keltve bennük. Ám ezáltal a saját pusztulásukat siettették: a szárnyakon lévő pun nehézgyalogság – ami a gyors manőverezésre egyébként korlátozottan lett volna alkalmas – kevés mozgással átkarolta. A csapdát a harmadik fázisban a római lovasságot elűző és az üldözésből visszatérő pun és numida lovasság zárta be. Ezután még hosszú időt vett igénybe a mozgékonyságát vesztett római phalanx felörlése. A sors fintora, hogy a csata napján parancsnokló és a vereségért részben felelőssé tehető Caius Terentius Varro kb. 10 ezer római menekültet hazavezetett, míg a lovassági csatározásból visszatérő Lucius Aemilius Paullus embereivel lováról leszállva, gyalogosan harcolva hősi halált halt.
A csatavesztésért teljesen nem tehető felelőssé Varro, mert a vereségért elsősorban a nehezen manőverező római nehézgyalogság taktikája (phalanx) és a lovasság gyenge teljesítménye okolható. Ezeket a hibákat egy itt is küzdő, de magának nevet később Hispániában kivívó római hadvezér, Publius Cornelius Scipio fogja majd orvosolni.
Cannae történelmi és hadtörténeti szempontból is az egyik legjelentősebb csata, és legnagyobb vereség. A mai napig az ellenség bekerítésének és megsemmisítésének iskolapéldája.

### Az itáliai hadjárat vége
A cannaei ütközet után több római város, köztük Capua is behódolt Hannibalnak, aki így szinte Róma kapujáig jutott el. Hannibal kezére került egész Dél-Itália, így Tarentum és Syracusae városa is. Becslések szerint az itáliai lakosság egyharmada elpártolt Rómától, és átállt Hannibal oldalára. Győzelmeinek hírére a makedónok királya, V. Philipposz szerződést kötött Hanniballal, miszerint segítséget nyújt neki a Róma elleni hadjáratban.
Ekkor azonban Hannibal számára kedvezőtlen események sora kezdődött. Philipposz háborúba keveredett a görögökkel, így seregeit nem tudta Hannibal rendelkezésére bocsátani. Hispániában Gnaeus és Publius Scipio folytatott hadjáratot a karthágói földek megszerzésére, mégpedig eredményesen, így Hannibalt csak 4000 főnyi erősítéssel tudták támogatni. Szicília segítségére sem számíthatott, mert a sziget éppen Marcus Claudius Marcellus hadvezér seregeivel harcolt.
A karthágóiakhoz átállt városok nem voltak hajlandóak katonákkal támogatni Hannibalt, csupán védelmet kértek maguk számára Rómával szemben. Hannibal ezt kénytelen volt teljesíteni, és egyúttal áldozatává válni a rómaiak által ismét alkalmazni kezdett halogató taktikának.
Eközben Hannibal öccse, Hasdrubal megindult Hispániából egy 40 000 fős hadsereggel, hogy bátyja nyomdokain átkeljen az Alpokon és erősítést vigyen neki. Balszerencséjére levele, melyben értesítette volna testvérét tervéről, a rómaiak kezére jutott, és hadseregét a Metaurus folyón való átkelés közben szétverték.
Eközben a rómaiak hispániai hadjárata, melyet ekkor a korábban elhunyt Publius Scipio fia, Publius Cornelius Scipio vezetett, teljesen befejeződött. Hispánia tehát immár újra teljesen római kézen volt. Scipio visszatért Rómába, ahol konzullá választották, majd i. e. 204-ben Numidia közreműködésével megkezdte a háborút Karthágó ellen.
Miután Magónak, Hannibál másik öccsének, bátyja felmentésére indult serege is elveszett, Hannibal kénytelen volt visszatérni szülővárosába, hogy megvédje azt.

### A második pun háború vége
Hannibal előbb személyesen találkozott Scipióval, hogy a békéről tárgyaljanak. A római békefeltételek értelmében Karthágó elveszítette volna minden tengeren inneni tartományát, Numidiának függetlenséget kellett volna adnia, valamint elveszítette volna flottája nagy részét. Emellett nem kis hadisarc kifizetése is várt volna Karthágóra.
Karthágó vezetése visszautasította a békefeltételeket, és visszahívta Hannibalt Itáliából. Scipio természetesen fegyverrel válaszolt a béke elutasítására. A döntő csatára Zama mellett került sor, ahol a rómaiak győzelmet arattak (Lásd zamai csata).

## A második pun háború után
Hannibal egy darabig bujdosott, majd a rómaiakkal megkötött béke után visszatért Karthagóba. A Barkida-párt segítségével suffesé választották, az elszegényedett állam pénzügyeinek rendbehozására törekedett. Politikai ellenlábasai feljelentették őt a római szenátusnak. Hannibál titokban hajóra szállt, majd rövid időre kikötött Cercina szigetén, végül Türoszban állt meg és felajánlotta katonai szakértelmét III. Antiokhosznak. A szeleukida uralkodó szívélyesen fogadta őt. Hannibál elképzelése szerint a Szeleukida Birodalom (Ptolemaida) Egyiptom, Karthágó és az ibériai törzsek bevonásával harapófogóba zárná Itáliát. Azt tervezte, hogy Antiokhiosz átkel Európába és Trákiából fenyegeti Rómát, míg ő maga száz hadihajóval, tízezer gyalogossal és ezer lovassal magamögött Észak-Afrikába megy és tengerfelől támadja őket. I.e. 194 őszén Hannibál ügynököt küldött szülőföldjére, hogy felkészítse ottani híveit a visszatérésére. Az ügynök küldetése azonban kitudódott, és ez a kudarc kedvét szegte a szeleukida uralkodónak, aki többet nem hallgatott Hannibálra. 192-ben kitört a háború, azonban sem Egyiptom, sem Karthágó támogatását nem nyerte el. Még Makedónia is ellenezte a szeleukida támadást. 188-ban a balul elsült háború lezárulásával, a hadvezér földönfutóvá vált, és egy ideig bizonytalan mi történt vele. Két opciót jegyeznek fel: Örményországba utazott, ahol Artaxiasz királynak kedves fogadtatásáért cserébe megtervezte új fővárosát (Artaxatát), vagy Krétába hajózott, Gortüna városába, ahol a helybeliek akarata ellenére volt. Bárhogy is történt, csak a tervei kovácsolásáig maradt ott. Az anatóliai királyság, Bithünia felé vette az irányt, hiszen hallott I. Prusziasz hadüzenetéről a Róma-párti Pergamon felé (II. Eumenész királynak). Itt éppen a flotta, nem a szárazföldi haderő irányítását kapta meg. Igaz, itt is helytállt és szétverte az ellenséges gályákat, de mindhiába ha Prusziasz a szárazföldön csúfos vereséget szenved. A rómaiak kiadatását követelték, de nem várta meg, hogy a kezükbe kerüljön és öngyilkos lett, megmérgezte magát.

## Utóélete
A Hannibal által alkalmazott harcászati technikákat mind a mai napig tanítják. A cannaei csata iskolapéldája a bekerítésnek és a teljes megsemmisítésnek, alapjául szolgált több modern kori hadművelet megtervezésének, még az öbölháborúban is.